# Eruvadi
Eruvadi é uma panchayat (vila) no distrito de Tirunelveli , no estado indiano de Tamil Nadu.

## Demografia
Segundo o censo de 2001,  Eruvadi  tinha uma população de 14,715 habitantes. Os indivíduos do sexo masculino constituem 46% da população e os do sexo feminino 54%. Eruvadi tem uma taxa de literacia de 79%, superior à média nacional de 59.5%: a literacia no sexo masculino é de 82% e no sexo feminino é de 76%. Em Eruvadi, 11% da população está abaixo dos 6 anos de idade.